# ديفين إيبانكس
ديفين إيبانكس (بالإنجليزية: Devin Ebanks)‏ مواليد 28 أكتوبر 1989 في كوينز، هو لاعب كرة سلة أمريكي بدأ مسيرته الاحترافية في سنة 2010 حيث تم اختياره من قبل فريق لوس أنجلوس ليكرز خلال الدرافت، يلعب في دوري بورتوريكو لكرة السلة ويحمل الرقم 12. يبلغ طوله 6 قدم 9 بوصة (2.1 م).

## إحصائيات المسيرة

### الموسم الاعتيادي
| السنة   | الفريق           | لعب | بدأ | دقيقة | ميداني% | ثلاثية | حرة  | ارتداد | صنع | استلاب | تصدي | نقطة |
| ------- | ---------------- | --- | --- | ----- | ------- | ------ | ---- | ------ | --- | ------ | ---- | ---- |
| 2010–11 | لوس أنجلوس ليكرز | 20  | 0   | 5.9   | .412    | .400   | .783 | 1.4    | .1  | .2     | .3   | 3.1  |
| 2011–12 | لوس أنجلوس ليكرز | 24  | 12  | 16.5  | .416    | .000   | .657 | 2.3    | .5  | .5     | .3   | 4.0  |
| 2012–13 | لوس أنجلوس ليكرز | 19  | 3   | 10.4  | .329    | .273   | .786 | 2.2    | .5  | .2     | .1   | 3.4  |
| المسيرة |                  | 63  | 15  | 11.3  | .385    | .222   | .722 | 1.9    | .4  | .3     | .2   | 3.6  |

### التصفيات
| السنة   | الفريق           | لعب | بدأ | دقيقة | ميداني% | ثلاثية | حرة  | ارتداد | صنع | استلاب | تصدي | نقطة |
| ------- | ---------------- | --- | --- | ----- | ------- | ------ | ---- | ------ | --- | ------ | ---- | ---- |
| 2012    | لوس أنجلوس ليكرز | 9   | 6   | 14.0  | .410    | .000   | .625 | 2.2    | .7  | .3     | .8   | 4.1  |
| المسيرة |                  | 9   | 6   | 14.0  | .410    | .000   | .625 | 2.2    | .7  | .3     | .8   | 4.1  |

## روابط خارجية
- ديفين إيبانكس على موقع إن بي أي (الإنجليزية)
- ديفين إيبانكس على موقع دوري كرة السلة الياباني للمحترفين (اليابانية)
- ديفين إيبانكس على موقع سبورتس رفرنس (الإنجليزية)
- ديفين إيبانكس على موقع كرة السلة الأوروبية.كوم (الإنجليزية)
- ديفين إيبانكس على موقع كلية كرة السلة في سبورتس رفرنس.كوم (الإنجليزية)
- ديفين إيبانكس على موقع ريلجم (الإنجليزية)
- ديفين إيبانكس على موقع بروبوليرز (الإنجليزية)
- ديفين إيبانكس على موقع سبورتس رفرنس (الإنجليزية)
- ديفين إيبانكس على موقع سبورتس رفرنس (الإنجليزية)